# Raïon de Mojga
Le raïon de Mojga (russe : Можги́нский райо́н; oudmourte : Можга ёрос, Možga joros) est un raïon de la république d'Oudmourtie en Russie,.

## Présentation
La superficie du raïon est de 1 997 km2.
Le raïon est situé dans la partie sud-ouest de l'Oudmourtie. 
Au nord, il est bordé par le raïon d'Ouva et le raïon de Malaya Purga à l'ouest, le Tatarstan au sud-est, le raïon d'Alnachi et le raïon de Grahovo au sud, le raïon de Kizner à l'ouest et le raïon de Vavoji au nord-ouest.
Son centre administratif est la ville de Mojga, qui ne fait pas partie du raïon, mais forme un raïon urbain séparé.
Le district de Mojga comprend 19 municipalités rurales.
La rivière principale du raïon est la Vala.
Le raïon comprend la partie centrale des hauts plateaux de Mojga.
Près de 52% de la superficie est constituée de terres agricoles et 41% de forêts. 
Parmi les minéraux, le calcaire a une importance économique.
Le chemin de fer entre Kazan et Agryz et l'autoroute   entre Moscou-Vladimir-Nizhny Novgorod-Oufa traversent le raïon. 
La distance entre le centre du raïon et la capitale de la république, Ijevsk, est de 93 kilomètres,.
Environ 64,3 % de la population sont des Oudmourtes, 30,3 % des Russes et 3,3 % des Tatars.
L'industrie de la région est concentrée dans la ville de Mojga. 
Le raïon est peu industriel. 
L'agriculture est spécialisée dans la production de lait et de viande, ainsi que dans la culture de céréales, de pommes de terre et de lin.

## Démographie
La population du raïon a évolué comme suit:
| 1959   | 1970   | 1979   | 1989   | 2002   |
| ------ | ------ | ------ | ------ | ------ |
| 70 734 | 36 215 | 30 619 | 30 236 | 30 358 |

| 2009   | 2015   | 2019   | 2021   | - |
| ------ | ------ | ------ | ------ | - |
| 28 997 | 27 289 | 25 870 | 25 265 | - |

## Galerie

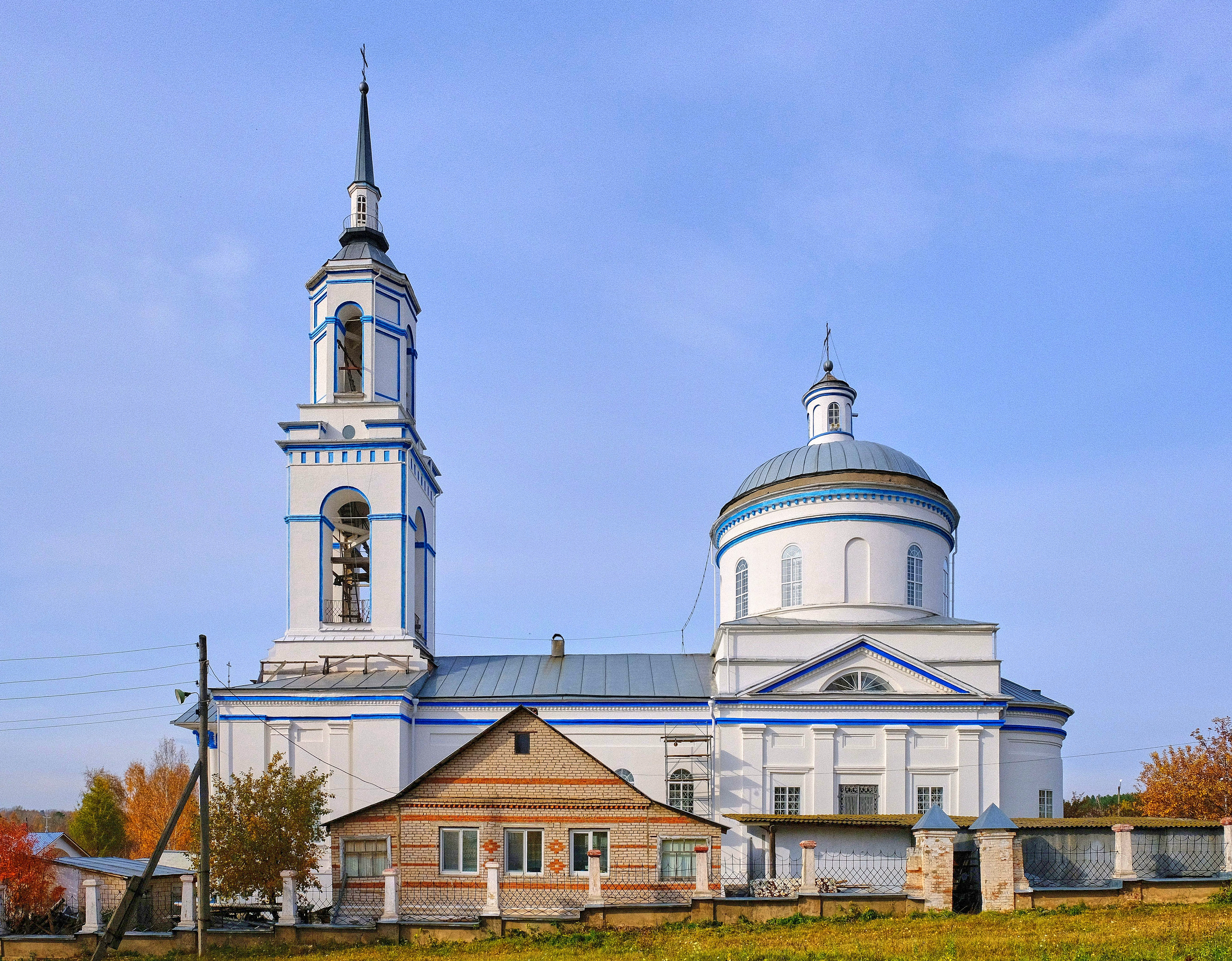
Église Notre-Dame de Kazan.
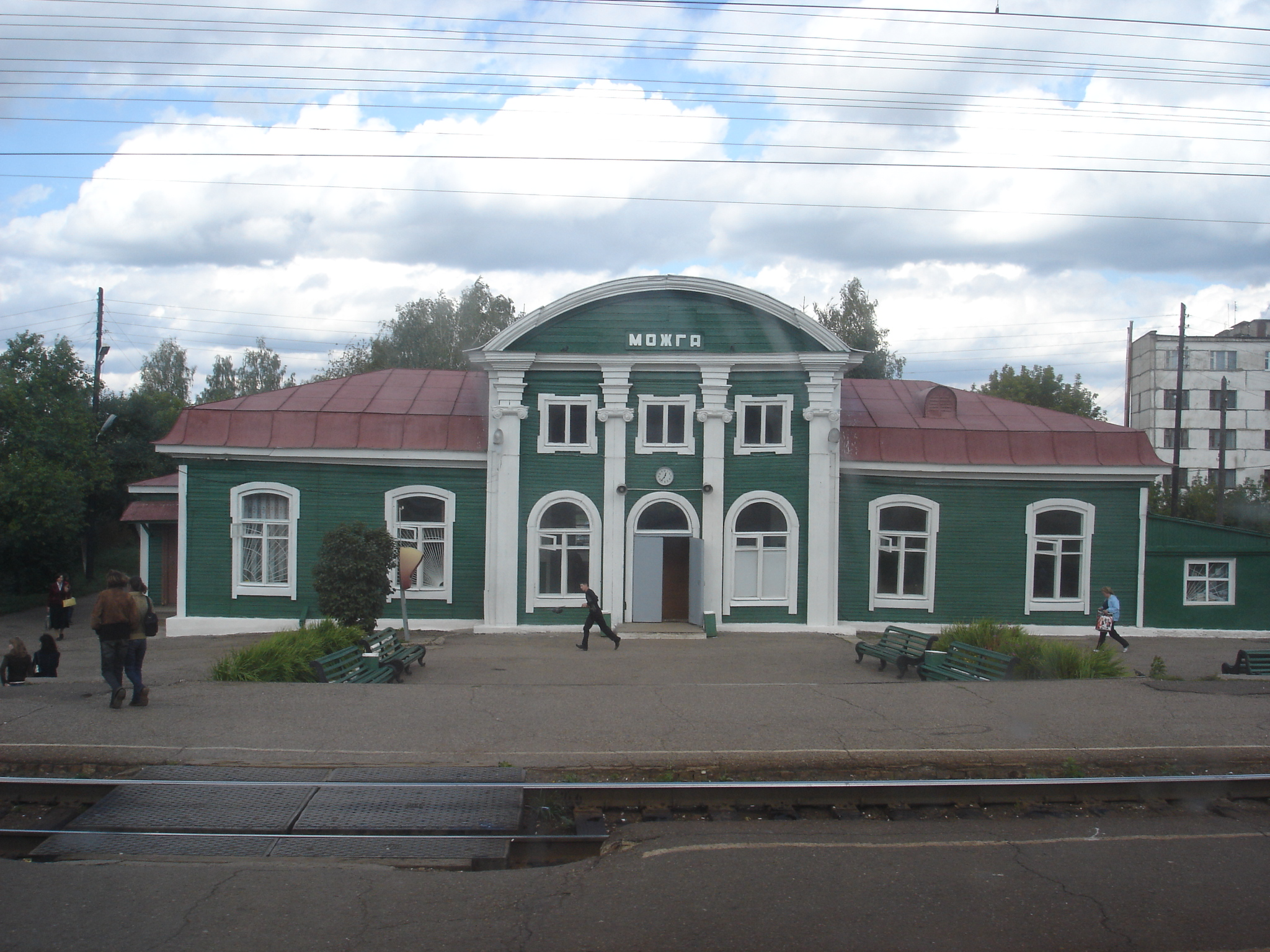
Gare de Mojga.